# Inka Schneider
Inka Isabel Schneider (* 11. Mai 1967 in Rüsselsheim) ist eine deutsche Journalistin und Fernsehmoderatorin.

## Leben und Karriere
Schneiders Vater war 30 Jahre Purser bei der Lufthansa. Dort lernte er ihre Mutter, eine Flugbegleiterin, kennen. Schneiders Schwester sowie ihr Bruder sind ebenfalls Flugbegleiter.
Schneider studierte Gesellschafts- und Wirtschaftskommunikation an der Hochschule der Künste in Berlin. In Hamburg arbeitete Schneider ein halbes Jahr als Praktikantin und Werbetexterin bei der Agentur Scholz & Friends. In den folgenden Jahren arbeitete sie als freie Mitarbeiterin für RIAS Berlin und volontierte beim WDR in Köln als Hörfunkredakteurin. Dort war sie anschließend als Redakteurin, Reporterin und Moderatorin in diversen Redaktionen tätig.
Von 1997 bis 2001 moderierte Schneider mit Peter Großmann und Sven Kuntze das ARD-Morgenmagazin. Kuntze begleitete sie als ihr Lebensgefährte nach Washington, D.C. Dort war Schneider von 2001 bis 2004 als ARD-Korrespondentin tätig. Seit 2004 moderiert Schneider regelmäßig das regionale Magazin DAS! des Norddeutschen Rundfunks (NDR) und von Ende 2005 bis Ende 2016 Zapp – Das Medienmagazin. Sie bildet journalistischen Nachwuchs aus und gibt Moderations- und Reporterseminare.
Schneider war Mitglied im Rateteam der SWR-Ratesendung Ich trage einen großen Namen.
1996 gründete Schneider mit Kollegen Journalists Network – als Netzwerk junger unabhängiger Journalisten – und übernahm zunächst den Vorsitz.
Schneider wohnt in Hamburg-Eimsbüttel.